# Памятник Воину-освободителю (Харьков)
Памятник Воину-освободителю — памятник на улице 23 Августа у одноимённой станции метро, посвящённый советским войскам, которые сражались за Харьков в 1943 году. Открыт в 1981 году. Архитекторами выступили А. А. Максименко, Е. А. Святченко и Э. Ю. Черкасов, скульпторами — Я. И. Рык и И. П. Ястребов.

## История
23 августа 1943 года в Харьков вошли советские войска. В 1959 году на месте бывших боёв появилась улица 23 Августа. А в 1981 году был открыт памятник Воину-освободителю.
В 2009 году был поднят вопрос о необходимости ремонта памятника. Памятник нуждался в чистке, обновлении облицовки постамента. До этого монумент находился на балансе ныне ликвидированного «Треста зелёных насаждений». Таким образом, памятник не приводился в порядок в течение десятка лет.
В течение полугода памятник был отреставрирован — это событие приурочили к Дню Победы 9 мая 2010 года. Памятник чинили за внебюджетные средства. На реставрацию пошли деньги однопартийцев городских и областных руководителей. На ремонт постамента и чистку ушло более 60 тысяч гривен.
Существует городская легенда о том, что в руках у солдата автомат с рожковым, а не с более известным дисковым магазином потому, что со стороны Клочковской улицы солдат казался бы несущим крест.
Памятник был поврежден осколками снарядов 26 мая 2022 г. в результате обстрела российскими войсками района станции метро 23 Августа.

## Названия
Также довольно часто памятник называют просто «Солдат», «Павлуша» или «Алёша».